# Intimni odnos
Intimni odnos posebno je blizak oblik međuljudskih odnosa. Može se definirati sljedećim karakteristikama: ponavljajuća interakcija, emocionalna privrženost i ispunjenje potreba.
Intimni odnosi igraju središnju ulogu u sveukupnom ljudskom iskustvu. Ljudi imaju univerzalnu potrebu nekomu i nečemu pripadati, nekoga i nešto voljeti, a tu potrebu zadovoljavaju ostvarenjem intimnog odnosa.  
U intimne odnose ulaze ljudi koji se privlače, koji se jedni drugim sviđaju ili se vole, bilo u romantičnom i bilo u seksualnom pogledu, s kojima se žele vjenčati te jedno drugom pružiti i primiti emocionalnu i osobnu podršku. Intimni odnosi stvaraju društvenu mrežu sastavljenu od osoba koje pružaju snažnu emocionalnu privrežnost i ispunjavaju ljudske potrebe za pripadanjem i za zbrinutošću.
Sustavno proučavanje intimnih odnosa relativno je novo područje istraživanja na polju društvene psihologije i počelo se javljati tek u posljednjih nekoliko desetljeća. Usprkos tome, društveno promišljanje i analiza intimnih odnosa datira još od doba ranih grčkih filozofa. Rane znanstvene studije koje su se bavile intimnim odnosima, bile su ograničene na manje skupine ljudi u okviru užeg proučavanja ponašanja kao što su natjecanje i suradnja, pregovaranje, pokoravanje ili otpor.
Intimnost u fizičkom smislu karakterizira romantičnu ili strastvenu ljubav i privrženost te seksualne aktivnosti.

## Intimni partneri
Izrazi koji se rabe za razne vrste partnera u intimnim odnosima:
- Momak/Djevojka
- Osoba od povjerenja
- Član obitelji
- Prijatelj
- Životni partner/Partner
- Bračni partner
- Ljubavnica
- Ljubavnik
- Značajan drugi
- Izvanbračno partnerstvo

## Vanjske poveznice
- International Association for Relationship Research
- Process of Adaption in Intimate Relationships
- Relationship Advice